# العلاقات الصومالية الموريتانية
العلاقات الصومالية الموريتانية هي العلاقات الثنائية التي تجمع بين الصومال وموريتانيا.

## مقارنة بين البلدين
هذه مقارنة عامة ومرجعية للدولتين:
| وجه المقارنة                                              | الصومال                        | موريتانيا                 |
| --------------------------------------------------------- | ------------------------------ | ------------------------- |
| المساحة (كم2)                                             | 637.66 ألف                     | 1.03 مليون                |
| عدد السكان (نسمة)                                         | 14.74 مليون                    | 4.42 مليون                |
| الكثافة السكانية (ن./كم²)                                 | 23.12                          | 4.29                      |
| العاصمة                                                   | مقديشو                         | نواكشوط                   |
| اللغة الرسمية                                             | اللغة الصومالية، اللغة العربية | اللغة العربية، لغة فرنسية |
| العملة                                                    | شلن صومالي                     | أوقية موريتانية، أوقية ‏   |
| الناتج المحلي الإجمالي (بليون دولار)                      | 7.37 مليار                     | 5.02 مليار                |
| الناتج المحلي الإجمالي (تعادل القوة الشرائية) بليون دولار |                                |                           |
| الناتج المحلي الإجمالي الاسمي للفرد دولار أمريكي          | 549                            |                           |
| الناتج المحلي الإجمالي للفرد دولار أمريكي                 |                                | 3.91 ألف                  |
| مؤشر التنمية البشرية                                      |                                | 0.506                     |
| رمز المكالمات الدولي                                      | +252                           | +222                      |
| رمز الإنترنت                                              | .so                            | .mr                       |
| المنطقة الزمنية                                           | ت ع م+03:00                    | 00                        |

## منظمات دولية مشتركة
يشترك البلدان في عضوية مجموعة من المنظمات الدولية، منها:
| علم المنظمة | اسم المنظمة                                 | تاريخ انضمام الصومال | تاريخ انضمام موريتانيا |
| ----------- | ------------------------------------------- | -------------------- | ---------------------- |
|             | الأمم المتحدة                               | 20 سبتمبر 1960       | 27 أكتوبر 1961         |
|             | جامعة الدول العربية                         | 14 فبراير 1974       | 26 نوفمبر 1973         |
|             | صندوق النقد العربي                          | ?                    | ?                      |
|             | منظمة التعاون الإسلامي                      | ?                    | ?                      |
|             | منظمة حظر الأسلحة الكيميائية                | ?                    | ?                      |
|             | منظمة الشرطة الجنائية الدولية               | ?                    | ?                      |
|             | الاتحاد الأفريقي                            | ?                    | 25 مايو 1963           |
|             | البنك الإفريقي للتنمية                      | ?                    | ?                      |
|             | الصندوق العربي للإنماء الاقتصادي والاجتماعي | ?                    | ?                      |
|             | مؤسسة التنمية الدولية                       | 31 أغسطس 1962        | 10 سبتمبر 1963         |
|             | يونسكو                                      | 15 نوفمبر 1960       | 10 يناير 1962          |
|             | مجموعة دول أفريقيا والكاريبي والمحيط الهادئ | ?                    | ?                      |
|             | الاتحاد البريدي العالمي                     | ?                    | ?                      |
|             | البنك الدولي للإنشاء والتعمير               | 31 أغسطس 1962        | 10 سبتمبر 1963         |
|             | الاتحاد الدولي للاتصالات                    | 28 سبتمبر 1962       | 18 أبريل 1962          |
|             | مؤسسة التمويل الدولية                       | 31 أغسطس 1962        | 29 ديسمبر 1967         |
|             | المركز الدولي لتسوية المنازعات الاستشارية   | 30 مارس 1968         | 14 أكتوبر 1966         |

## وصلات خارجية
- موقع وزارة الخارجية الصومالية